# Semiothisa limbularia
Semiothisa limbularia là một loài bướm đêm trong họ Geometridae.